# Condado de Schoharie
El condado de Schoharie (en inglés: Schoharie County) fundado en 1791 es un condado en el estado estadounidense de Nueva York. En el 2000 el condado tenía una población de 31,582 habitantes en una densidad poblacional de 20 personas por km². La sede del condado es Schoharie.

## Geografía
Según la Oficina del Censo, el condado tiene un área total de 1621 km² (625,9 mi²), de la cual 1611 km² (622 mi²) es tierra y 10 km² (3,9 mi²) (0.69%) es agua.

### Condados adyacentes
- Condado de Montgomery - norte
- Condado de Schenectady - noreste
- Condado de Albany - este
- Condado de Greene - sureste
- Condado de Delaware - suroeste
- Condado de Schoharie - suroeste

## Demografía
En el 2000 la renta per cápita promedia del condado era de $36,585, y el ingreso promedio para una familia era de $43,118. En 2000 los hombres tenían un ingreso per cápita de $31,725 versus $24,475 para las mujeres. El ingreso per cápita para el condado era de $17,778. Alrededor del 11.40% de la población estaba bajo el umbral de pobreza nacional.

## Localidades
- Blenheim (pueblo)
- Broome (pueblo)
- Carlisle (pueblo)
- Central Bridge (lugar designado por el censo)
- Cobleskill (villa)
- Cobleskill (pueblo)
- Conesville (pueblo)
- Esperance (pueblo)
- Esperance (villa)
- Fulton (pueblo)
- Gilboa (pueblo)
- Jefferson (pueblo)
- Middleburgh (villa)
- Middleburgh (pueblo)
- Richmondville (villa)
- Richmondville (pueblo)
- Schoharie (pueblo)
- Schoharie (villa)
- Seward (pueblo)
- Sharon Springs (villa)
- Sharon (pueblo)
- Summit (pueblo)
- Wright (pueblo)

==> Entre paréntesis la forma de gobierno